# Centre Georges-Vézina

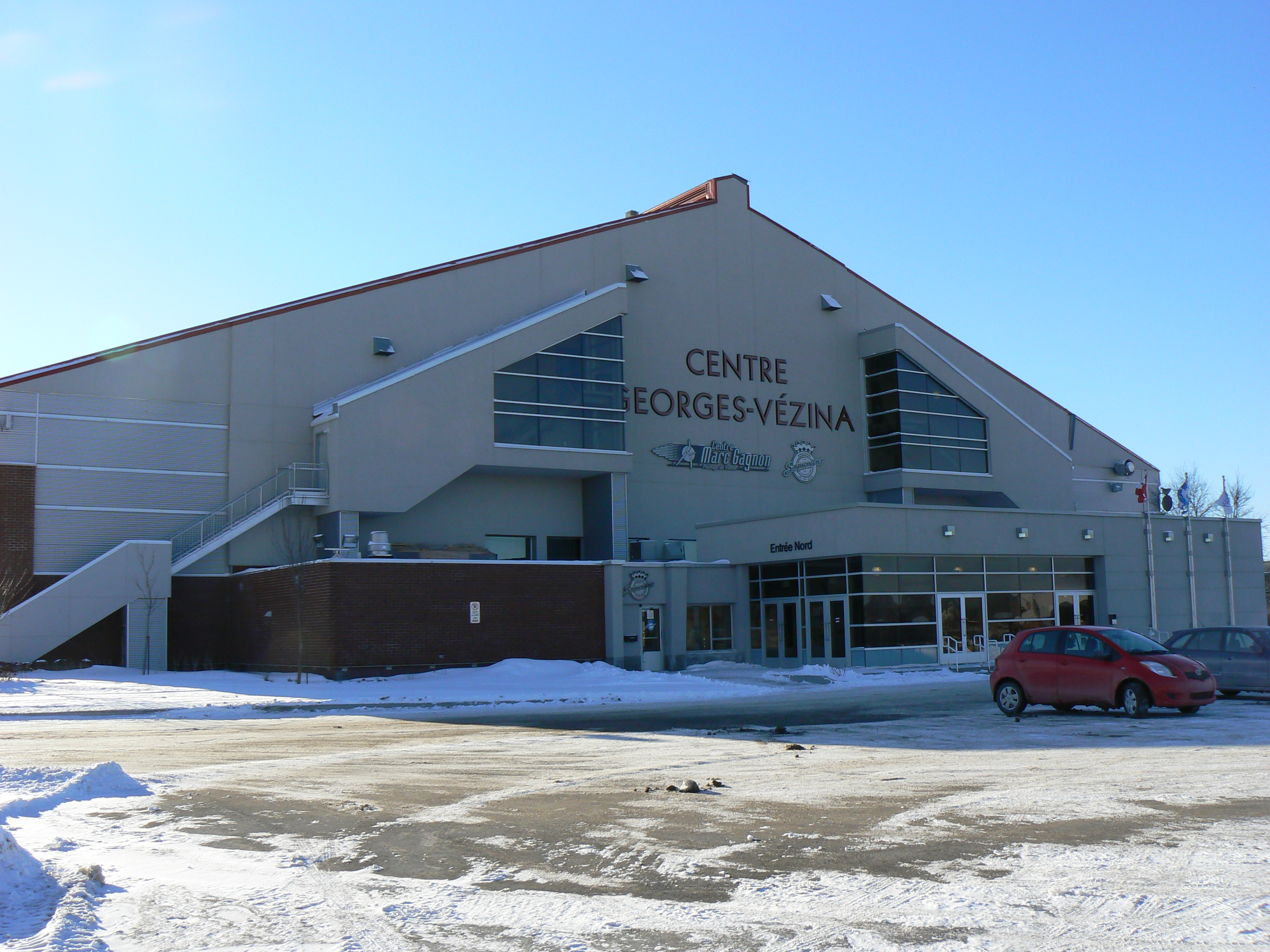

O Centre Georges-Vézina é uma arena multi-uso localizada em Chicoutimi, Quebec, Canadá. A arena foi construída em 1949 e abriga principalmente partidas de hóquei no gelo. Seu nome é uma homenagem ao famoso jogador de hóquei Georges Vézina, que nasceu em Chicoutimi.